# فرشته‌ماهی چندرنگ
فرشته‌ماهی چندرنگ (نام علمی: Centropyge multicolor) نام یک گونه از سرده فرشته‌ماهی‌های کوتوله است.